# Abel Le Dudal
Abel Le Dudal, né le 24 septembre 1939 à Oradour (Cantal) et mort le 15 mars 2009 à Maringues (Puy-de-Dôme), est un coureur cycliste français, professionnel de 1964 à 1966.

## Palmarès sur route

### Par année
- 1962
  - Dijon-Auxonne-Dijon
  - Grand Prix de Saint-Éloy-les-Mines
  - 3e du championnat d'Auvergne sur route
- 1964
  - Circuit boussaquin

### Résultats sur les grands tours

#### Tour d'Espagne
1 participation
- 1963 : 63e

## Palmarès sur piste
- 1958
  - Champion d'Auvergne de poursuite
- 1959
  - Champion d'Auvergne de vitesse
- 1962
  - Champion d'Auvergne de poursuite
  - 2e du championnat de France de poursuite amateurs
- 1963
  -  Champion de France de poursuite amateurs
  - Champion d'Auvergne de poursuite
  - Champion d'Auvergne de vitesse